# Marlite Halbertsma
Maria Elisabeth (Marlite) Halbertsma (Groningen, 15 november 1947) is een Nederlands kunsthistoricus en was tot 1 oktober 2012 hoogleraar Historische Aspecten van Kunst en Cultuur aan de Erasmus Universiteit Rotterdam.

## Levensloop
Halbertsma is een telg uit de Friese familie Halbertsma. Haar vader was de archeoloog Herre Halbertsma. Ze studeerde kunstgeschiedenis aan de Universiteit Utrecht, en promoveerde in 1985 aan de Rijksuniversiteit Groningen op het proefschrift "Wilhelm Pinder en de Duitse kunstgeschiedenis.
Na haar studie werkte Halbertsma van 1972 tot 1989 als docent aan de lerarenopleiding van de kunstacademie Minerva in Groningen. In 1989 werd ze universitair docent aan de Erasmus Universiteit Rotterdam bij de Faculteit der Historische en Kunstwetenschappen, vanaf 2011 hernoemd tot Erasmus School of History, Culture and Communication. Na een benoeming namens de Verhagen Stichting als bijzonder hoogleraar in 1997, werd zij in 2000 gewoon hoogleraar op de leerstoel Historische Aspecten van Kunst en Cultuur aan dezelfde universiteit. 
Halbertsma ging met emeritaat in 2012. Bij haar afscheid werd zij benoemd tot ridder in de Orde van Oranje Nassau en ontving zij van de EUR de Ad Fontespenning. Later dat jaar ontving zij van de Gemeente Rotterdam de Wolfert van Borselenpenning.
Vanaf 2012 ging zij weer permanent in Groningen wonen. In 2014 werd zij bestuurslid van het Luthers Bach Ensemble aldaar. Marlite Halbertsma is gehuwd. 

## Nevenactiviteiten
Halbertsma was verder coördinator van twee NWO-onderzoeksprojecten, 'Globalisation and Cultural Heritage' (2005) en 'Community Museums Past & Present' (2009), gefinancierd door het VSBfonds. Tevens was ze nauw betrokken bij verschillende tentoonstellingen zoals:
- 'Feministische Kunst Internationaal' in het Gemeentemuseum Den Haag 1979-1980,
- 'Charles Rochussen, een veelzijdig kunstenaar' in het Historisch Museum Rotterdam en Nationaal Museum Paleis Het Loo 1997,
- 'Interbellum Rotterdam', in Las Palmas Rotterdam 2001,
- 'Monument vol verhalen', herinrichting van de Laurenskerk in Rotterdam 2010, en
- 'Sisi en Wilhelm II. Keizers op Corfu' in het Rijksmuseum van Oudheden Leiden 2011.

Halbertsma maakte tussen 1979 en 1983 deel uit van het schrijverscollectief Damesschrijfbrigade Dorcas.

## Publicaties
- 1980. Feministische kunst internationaal. Den Haag: Gemeentelijke dienst voor schone kunsten.
- 1985. Wilhelm Pinder en de Duitse kunstgeschiedenis. Proefschrift Groningen.
- 1991. Behouden is kiezen: over het verzamelen, selecteren en wijzigen van museale collecties. Met A.M. Bevers. Ministerie van WVC, Directoraat-Generaal Culturele Zaken.
- 1993/95. Gezichtspunten: een inleiding in de methoden van de kunstgeschiedenis. Met Kitty Zijlmans (red.). Nijmegen: SUN.[4]
- 1997. Charles Rochussen (1814-1894), een veelzijdig kunstenaar. Rotterdam/Zwolle: Stichting Kunstpublcaties Rotterdam/Waanders
- 1998. Beroep: kunstenares: de beroepspraktijk van beeldend kunstenaressen in Nederland 1898-1998. (red.). Nijmegen: SUN.
- 1998. En maar altoos duurt het vitten op het nieuwe Raadhuis voort ...: het Rotterdamse stadhuis als representatie van Rotterdam 1912-1929. Rotterdam: Stichting Kunstpublicaties Rotterdam.
- 2000. Steden vroeger en nu: een inleiding in de cultuurgeschiedenis van de Europese stad. Met Henk van Dijk en Paul Schulten. Bussum: Coutinho. Tweede geheel herziene druk in 2008, samen met Patricia van Ulzen.
- 2001. Interbellum Rotterdam: kunst en cultuur 1918-1940. Met Patricia van Ulzen (red.). Rotterdam: NAi Uitgevers.
- 2007. Volmaakt verchroomd: d3 en het avant-gardemeubel in Nederland. Met Titus M. Eliëns (red.). Rotterdam: NAi Uitgevers.
- 2011. Sisi en Wilhelm II. Keizers op Corfu. Met Liesbeth Ruitenberg en Jill Hendriks (red.). Leiden: Rijksmuseum van Oudheden
- 2011 The Heritage Theatre. Globalisation and Cultural Heritage. Met Alex van Stipriaan en Patricia van Ulzen (red.). Newcastle upon Tyne: Cambridge Scholars Publishing
- 2014 Het Erfgoeduniversum. Een inleiding in de theorie en praktijk van cultureel erfgoed. Met Marieke Kuipers. Bussum: Coutinho

Niet onder eigen naam, maar als lid van het schrijverscollectief Damesschrijfbrigade Dorcas:
- 1979-1983. Diverse boekjes, in 1983 gebundeld onder de titel Wilde Rozen. Groningen: Xeno.[5]

- Bibliothèque nationale de France: cb135270027 (data)
- Digitale Bibliotheek voor de Nederlandse Letteren: halb010
- Gemeinsame Normdatei: 104401511X
- International Standard Name Identifier: 0000 0001 0899 3041
- Library of Congress Control Number: n86009252
- Nationale Bibliotheek van Letland: 000017307
- Nationale Bibliotheek van Israël: 987007344677205171
- Nederlandse Thesaurus van Auteursnamen: 071200053
- Système universitaire de documentation: 050377892
- Virtual International Authority File: 49382548
- WorldCat: E39PBJycV9jbwfYJJcrK8H74MP